# Cabanadrassus
Cabanadrassus is een geslacht van spinnen uit de familie bodemjachtspinnen (Gnaphosidae).

## Soorten
De volgende soorten zijn bij het geslacht ingedeeld:
- Cabanadrassus bifasciatus Mello-Leitão, 1941